# Omø

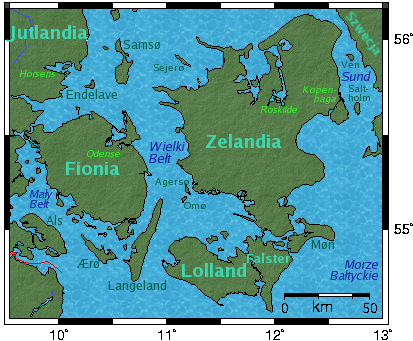
Wielki Bełt

Omø – duńska wyspa w Wielkim Bełcie. Zajmuje powierzchnię 4,52 km² i ma 12-kilometrową linię brzegową.

## Krótki opis
Omø zamieszkiwały 162 osoby (2017 r.), większość we wsi o tej samej nazwie. Gęstość zaludnienia wynosiła 35,8 osób/km². We wsi jest kościół, mały port z promem i przystanią, wykonaną w celu wspierania rybołówstwa, które wraz z rolnictwem stanowi podstawową działalność gospodarczą wyspy. Na wyspie jest jezioro i torfowiska charakteryzujące się zróżnicowaniem ptactwa.